# Laura Laune
Laura Laune, née le 5 juillet 1986 à Saint-Ghislain (Hainaut, Belgique), est une humoriste, comédienne, musicienne et chanteuse belge. Spécialiste de l'humour noir, elle remporte la douzième saison de La France a un incroyable talent sur M6 en 2017.

## Biographie

### Jeunesse et formation
Fille de médecin, Laura Laune naît le 5 juillet 1986 à Saint-Ghislain, en Wallonie. Afin de vaincre sa timidité, ses parents l'inscrivent à 10 ans à un cours de théâtre, puis, à 11 ans, elle entre à l'académie de Wasmes et de La Bouverie en Belgique où elle suit également des cours de danse classique et de piano,,. Elle obtient son diplôme d'architecte en 2009, après cinq années d'études à l'Université libre de Bruxelles ; elle enseigne alors le dessin technique et la technologie pour les soudeurs et bétonneurs au lycée provincial d'Hornu-Colfontaine qui lui inspirera un sketch quelques années plus tard : « Je voulais être comédienne, sans y croire. J'ai enseigné l'architecture dans une école professionnelle, en classe de maçonnerie, tout en continuant les castings ». En 2011, elle est diplômée d'un master complémentaire en pédagogie.
Tout en suivant ses études, Laura Laune joue au théâtre avec une troupe. En 2011, elle est engagée dans la pièce Couscous aux lardons de Farid Omri, montée au théâtre Montorgueil à Paris. « C'était super de découvrir cette ville et de jouer tous les soirs ! Mais, en jouant les textes d'un autre, j'avais l'impression de faire les choses à moitié. J'ai donc commencé par écrire un sketch puis un spectacle entier,.»

### Le Diable est une gentille petite filleetLa France a un incroyable talent(2013-2022)
En 2011, Laura Laune fait ses premiers pas à la télévision, en participant à l'émission On n'demande qu'à en rire sur France 2, en duo avec Philippe Peters, sous le nom de « Phil et Laura » (trois passages dans l'émission).
En 2013, elle écrit, met en scène et produit son premier spectacle Le Diable est une gentille petite fille qu'elle joue dans des festivals français et belges où elle reçoit de nombreuses récompenses : « Next Prince of Comedy » de Bruxelles, scène ouverte du Voo Rire de Liège, prix du public et du jury au Festival International du Rire de Bierges, au Festival Les Vendanges de l'Humour à Mâcon. « En petite robe noire, l'air un peu gauche sur scène, Laura Laune est capable de dire les pires horreurs derrière un sourire angélique. […]  elle raconte son parcours de prof en section professionnelle, ses premiers pas d'humoriste et revisite le conte pour enfants ». Elle fait également les premières parties du spectacle de Jeff Panacloc et d'Arnaud Ducret, et est chroniqueuse sur les radios belges Radio Contact et VivaCité.
En 2014, elle rencontre l'humoriste Jérémy Ferrari au Dinard Comedy Festival. Ce dernier venant de créer sa société Dark Smile Productions lui propose de devenir son producteur. Laura Laune est la première humoriste que Ferrari produit, viendront ensuite Guillaume Bats, Éric Antoine, Arnaud Tsamere,. « Les gens pensent que c'est lui qui me pousse vers l'humour noir ou que c'est lui qui écrit mes textes. Mais avant de travailler avec lui, j'avais déjà cet humour-là et c'est pour ça qu'on s'est bien entendus d'un point de vue artistique ».
En 2015 et 2016, Laura Laune continue la tournée de son spectacle notamment au Festival Off d'Avignon et à l'Apollo Théâtre à Paris,.
Après avoir participé en 2013 à l'émission Belgium's Got Talent (éliminée en demi-finale), elle est contactée par la production pour participer à la version française La France a un incroyable talent en 2017. L'humoriste accepte à condition de ne pas être censurée. Elle remporte cette douzième saison et reçoit un chèque de 100 000 euros,. France Info remet néanmoins en question l'impartialité du jury en révélant que des liens professionnels existaient avant l'émission entre l’humoriste belge et Éric Antoine, membre du jury, ainsi qu'avec Jérémy Ferrari.
De 2018 à 2021, Laura Laune reprend la tournée de son spectacle en passant par le Petit Palais des glaces, la Comédie de Paris et l’Olympia,. Depuis 2013, Le Diable est une gentille petite fille a été joué 600 fois et a rassemblé 250 000 spectateurs.
Le 1er décembre 2020, sort le DVD du spectacle ainsi qu'un album de treize chansons intitulé Le meilleur de moi qu'elle a composées et chantées dans son spectacle, lors de ses passages à la télévision ou sur sa chaîne YouTube. Y figurent notamment Suicide-toi, Papa écrit pour la finale de La France a un incroyable talent et Déclaration d’amour à la France qui avait été censurée dans l'émission Le Grand Oral sur France 2 en 2019,. Elle diffuse son premier clip Lettre d'un fan.
Le 11 novembre 2021, C8 diffuse en première partie de soirée Le Diable est une gentille petite fille, spectacle qui attire près de 800 000 téléspectateurs et qui est suivi d'un documentaire réalisé en 2020, Laura Laune : la victoire de l'audace, dans lequel elle révèle notamment être autiste Asperger, diagnostiquée tardivement. Elle aborde ce sujet personnel  dans son deuxième spectacle,,, Glory Alleluia.

### Glory Alleluia(depuis 2022)
Après une tournée de rodage fin 2022, Laura Laune présente son nouveau spectacle Glory Alleluia au Casino de Paris en janvier 2023 puis en tournée. Toujours aussi cash et sans tabou, Laura Laune se dévoile désormais intimement en racontant sa relation toxique avec un ex-compagnon alcoolique et violent ainsi que le diagnostic de son trouble autistique qui lui complique les relations sociales.

### Vente de produits dérivés
Comme l'explique son slogan « Laura Laune recycle la connerie humaine », elle revend sur la boutique en ligne de sa marque Rienaf (ci-devant Trashh), les nombreux messages haineux - reçus sur les réseaux sociaux - sur des vêtements, des accessoires et de la déco éco-responsable. Elle  reverse une partie des bénéfices à des associations en faveur de l'environnement ou luttant contre le cyber-harcèlement,.

## Spectacles
- 2013-2021 : Le Diable est une gentille petite fille
- Depuis 2022 : Glory Alleluia

## Théâtre
- 2024 : Je ne serais pas arrivée là, si… d'Annick Cojean, mise en scène Anne Bouvier, Théâtre Antoine

## Radio
- 2013 : Le Good Morning sur Radio Contact
- 2014 : Les enfants de chœur sur VivaCité

## Discographie
- 2020 : Le meilleur de moi

## Filmographie

### Cinéma
- 2020 : Brutus vs César de Kheiron : Aula
- 2020 : Lucky d'Olivier Van Hoofstadt : la musicienne / maman
- 2023 : Veuillez nous excuser pour la gêne occasionnée d'Olivier Van Hoofstadt : Cindy, la policière

### Télévision
- 2018 : Duos Impossibles de Ferrari, C8

### DVD
- Le Diable Est Une Gentille Petite Fille, Dark Smile & Lampyris Productions, 2020

## Distinctions
- 2013 : Gagnante du concours « Next Prince of Comedy », Bruxelles[34],[35]
- 2013 : Gagnante de la scène ouverte du Voo Rire de Liège[36]
- 2013 : Prix du public, Prix du jury, Prix du Crédit Agricole, festival Top in Humour en Eure-et-Loir[37]
- 2013 : Prix du public, festival Les Vendanges de l’Humour à Mâcon[38]
- 2014 : Prix du public et Prix du jury, Festival International du Rire de Bierges[39]
- 2014 : Luron d’argent et Luron du public, Dinard Comedy Festival
- 2014 : Prix du public, 5e édition du festival Rire en Seine
- 2014 : Gagnante du Montreux Comedy Contest[3]
- 2014 : Grand prix, Prix de la presse et Prix de la Fédération Wallonie-Bruxelles, Festival International du Rire de Rochefort[40],[41]
- 2017 : Gagnante de la saison 12 de La France a un incroyable talent